# Générateur thermoélectrique
Un générateur thermoélectrique (GTE ou (en) TEG) est une plaque comportant des semi-conducteurs et utilisant l'effet Seebeck pour produire de l'électricité en tirant parti de la différence de températures entre chaque face. Ce type de module est également utilisé pour le refroidissement thermoélectrique.
On appelle l'effet utilisé, l'« effet Peltier–Seebeck », car il dérive des travaux du physicien français Jean-Charles Peltier et du physicien allemand Thomas Johann Seebeck.
Le composant utilise généralement des circuits en cuivre et la partie semi-conductrice en tellurure de bismuth.
Cette source d'électricité peut constituer un système d'alimentation autonome ou s'intégrer dans un réseau en tant que générateur intermittent, d'appoint ou de charge continue.

## Histoire
En 1821, Thomas Johann Seebeck a redécouvert qu'un gradient thermique formé entre deux conducteurs dissemblables peut produire de l'électricité,. Au cœur de l'effet thermoélectrique se trouve le fait qu'un gradient de température dans un matériau conducteur entraîne un flux de chaleur ; cela entraîne la diffusion de porteurs de charge. Le flux de porteurs de charge entre les régions chaudes et froides crée à son tour une différence de tension. En 1834, Jean-Charles Peltier découvrit l'effet inverse, que le fonctionnement d'un courant électrique à travers la jonction de deux conducteurs différents pourrait, selon la direction du courant, le faire agir comme un réchauffeur ou un refroidisseur.

## Structure
Les générateurs d'énergie thermoélectrique se composent de trois composants principaux : les matériaux thermoélectriques, les modules thermoélectriques et les systèmes thermoélectriques qui s'interfacent avec la source de chaleur.

### Matériaux thermoélectriques
Les matériaux thermoélectriques génèrent de l'énergie directement à partir de la chaleur en convertissant les différences de température en tension électrique. Ces matériaux doivent avoir à la fois une forte conductivité électrique (σ) et une faible conductivité thermique (κ) pour être de bons matériaux thermoélectriques. Le fait d'avoir une faible conductivité thermique garantit que lorsqu'un côté est chauffé, l'autre côté reste froid, ce qui contribue à générer une tension élevée dans un gradient de température. La mesure de l'amplitude du flux d'électrons en réponse à une différence de température à travers ce matériau est donnée par le coefficient Seebeck (S). L'efficacité d'un matériau donné à produire une puissance thermoélectrique est simplement estimée par son « facteur de mérite » zT = S2σT/κ.
Pendant de nombreuses années, les trois principaux semi-conducteurs connus pour avoir à la fois une faible conductivité thermique et un facteur de puissance élevé étaient le tellurure de bismuth (Bi2Te3), le tellurure de plomb (PbTe) et le silicium germanium (SiGe). Certains de ces matériaux contiennent des éléments quelque peu rares qui les rendent coûteux.
Aujourd'hui, la conductivité thermique des semi-conducteurs peut être abaissée sans affecter leurs propriétés électriques élevées en utilisant la nanotechnologie. Ceci peut être réalisé en créant des caractéristiques à l'échelle nanométrique comme des particules, des fils ou des interfaces dans des matériaux semi-conducteurs en vrac. Cependant, les procédés de fabrication des nanomatériaux sont encore difficiles.

### Avantages des générateurs thermoélectriques
Les générateurs thermoélectriques sont des dispositifs entièrement à semi-conducteurs qui ne nécessitent aucun fluide pour le carburant ou le refroidissement, ce qui les rend non dépendants de l'orientation, ce qui permet une utilisation dans des applications en apesanteur ou en haute mer. L'utilisation des semi-conducteurs permet un fonctionnement dans des environnements sévères. Les générateurs thermoélectriques n'ont pas de pièces mobiles, ce qui produit un appareil plus fiable qui n'exige pas d'entretien pendant de longues périodes. La durabilité et la stabilité environnementale ont fait de la thermoélectricité un favori pour les explorateurs de l'espace lointain de la NASA, entre autres applications. L'un des principaux avantages des générateurs thermoélectriques en dehors de ces applications spécialisées est qu'ils peuvent potentiellement être intégré dans les technologies existantes pour en augmenter l'efficacité et réduire l'impact environnemental en produisant de l'énergie utilisable à partir de la chaleur perdue.

### Module thermoélectrique
Un module thermoélectrique est un circuit contenant des matériaux thermoélectriques qui génèrent directement de l'électricité à partir de la chaleur. Un module thermoélectrique se compose de deux matériaux thermoélectriques dissemblables joints à leurs extrémités : un semi-conducteur de type n (avec des porteurs de charge négatifs) et un semi-conducteur de type p (avec des porteurs de charge positifs). Un courant électrique continu circule dans le circuit lorsqu'il y a une différence de température entre les extrémités des matériaux. En général, l'intensité du courant est directement proportionnelle à la différence de température :
{\displaystyle \mathbf {J} =-\sigma S\nabla T}
où {\displaystyle \sigma } est la conductivité locale, S est le coefficient Seebeck (également appelé thermopuissance), une propriété du matériau local, et {\displaystyle \nabla T} est le gradient de température.
En application, les modules thermoélectriques dans la production d'énergie fonctionnent dans des conditions mécaniques et thermiques très difficiles. Comme ils fonctionnent dans un gradient de température très élevé, les modules sont soumis à de grandes contraintes et déformations d'origine thermique pendant de longues périodes. Ils sont également soumis à la fatigue mécanique causée par un grand nombre de cycles thermiques.
Ainsi, les jonctions et les matériaux doivent être sélectionnés de manière qu'ils survivent à ces conditions mécaniques et thermiques difficiles. De même, le module doit être conçu de telle sorte que les deux matériaux thermoélectriques soient thermiquement en parallèle, mais électriquement en série. L'efficacité d'un module thermoélectrique est grandement affectée par la géométrie de sa conception.

### Conception thermoélectrique
Les générateurs thermoélectriques sont constitués de plusieurs thermopiles, chacune étant composée de nombreux thermocouples constitués d'un matériau de type n et de type p connectés. La disposition des thermocouples se présente généralement sous trois formes principales : planaire, verticale et mixte. La conception planaire implique des thermocouples placés horizontalement sur un substrat entre la source de chaleur et le côté froid, ce qui permet de créer des thermocouples plus longs et plus fins, augmentant ainsi la résistance thermique et le gradient de température et, finalement, la tension de sortie. La conception verticale a des thermocouples disposés verticalement entre la plaque chaude et la plaque froide, ce qui entraîne une forte intégration des thermocouples ainsi qu'une tension de sortie élevée, faisant de cette conception la plus utilisée commercialement. Dans la conception mixte, les thermocouples sont disposés latéralement sur le substrat, tandis que le flux de chaleur est vertical entre les plaques. Des microcavités sous les contacts chauds du dispositif permettent un gradient de température, ce qui permet à la conductivité thermique du substrat d'affecter le gradient et l'efficacité du dispositif.
Pour les systèmes microélectromécaniques, les générateurs thermoélectriques peuvent être conçus à l'échelle des appareils portatifs pour utiliser la chaleur du corps sous forme de films minces. Les TEG flexibles pour l'électronique portable peuvent être fabriqués avec de nouveaux polymères par des processus de fabrication additive ou de projection thermique. Les TEG cylindriques destinés à utiliser la chaleur des pots d'échappement des véhicules peuvent également être fabriqués à l'aide de thermocouples circulaires disposés dans un cylindre. De nombreux designs de TEG peuvent être réalisés pour les différents dispositifs auxquels ils sont appliqués.

### Systèmes thermoélectriques
À l'aide de modules thermoélectriques, un système thermoélectrique produit de l'énergie en absorbant la chaleur d'une source telle qu'un pot d'échappement chaud. Pour fonctionner, le système a besoin d'un grand gradient de température, ce qui n'est pas facile dans les applications du monde réel. Le côté froid doit être refroidi par de l'air ou de l'eau. Des échangeurs de chaleur sont utilisés des deux côtés des modules pour fournir ce chauffage et ce refroidissement.
La conception d'un système thermoélectrique fiable fonctionnant à haute température présente de nombreux défis. L'obtention d'un rendement élevé dans le système nécessite une conception technique poussée pour trouver un équilibre entre le flux de chaleur à travers les modules et la maximisation du gradient de température à travers eux. Pour ce faire, la conception des technologies d'échange de chaleur dans le système est l'un des aspects les plus importants de l'ingénierie TGE. En outre, le système doit minimiser les pertes thermiques dues aux interfaces entre les matériaux à plusieurs endroits. Éviter les grandes chutes de pression entre les sources de chauffage et de refroidissement est un autre défi technique.
Si la production de courant alternatif est nécessaire (comme pour alimenter des équipements fonctionnant au courant alternatif du secteur), le courant continu des modules TE doit être redressé par un onduleur, ce qui réduit l'efficacité et augmente le coût et la complexité du système.

## Matériaux pour générateurs thermoélectriques
Seuls quelques matériaux connus à ce jour sont identifiés comme matériaux thermoélectriques. La plupart des matériaux thermoélectriques ont aujourd'hui un zT, le facteur de mérite, d'une valeur d'environ 1, comme le tellurure de bismuth (Bi2Te3) à température ambiante et tellurure de plomb (PbTe) à 500–700 K. Cependant, pour être compétitifs avec d'autres systèmes de production d'énergie, les matériaux TEG devraient avoir un zT de 2–3. La plupart des recherches sur les matériaux thermoélectriques se sont concentrées sur l'augmentation du coefficient Seebeck (S) et la réduction de la conductivité thermique, notamment en manipulant la nanostructure des matériaux thermoélectriques. Étant donné que la conductivité thermique et la conductivité électrique sont en corrélation avec les porteurs de charge, de nouveaux moyens doivent être introduits afin de concilier la contradiction entre une conductivité électrique élevée et une conductivité thermique faible, comme cela est nécessaire.
Lors de la sélection de matériaux pour la génération thermoélectrique, un certain nombre d'autres facteurs doivent être pris en compte. Pendant le fonctionnement, idéalement, le générateur thermoélectrique a un grand gradient de température à travers lui. La dilatation thermique introduira alors une contrainte dans le dispositif qui peut provoquer une fracture des pattes thermoélectriques ou une séparation du matériau de couplage. Les propriétés mécaniques des matériaux doivent être prises en compte et le coefficient de dilatation thermique des matériaux de type n et p doivent être raisonnablement bien adaptés. Dans le cas d'un système segmenté de générateurs thermoélectriques, la compatibilité du matériau doit également être prise en compte pour éviter l'incompatibilité du courant relatif, défini comme le rapport entre le courant électrique et le courant thermique de diffusion, entre les couches de segments.
Le facteur de compatibilité d'un matériau est défini comme suit
{\displaystyle s={\frac {{\sqrt {1+zT}}-1}{ST}}}
Lorsque le facteur de compatibilité d'un segment à l'autre diffère de plus d'un facteur de deux environ, le dispositif ne fonctionne pas efficacement. Les paramètres du matériau déterminant s (ainsi que zT) dépendent de la température, de sorte que le facteur de compatibilité peut changer du côté chaud au côté froid du dispositif, même dans un seul segment. Ce comportement est appelé autocompatibilité et peut devenir important dans les dispositifs conçus pour une application à haute température.
En général, les matériaux thermoélectriques peuvent être classés en matériaux conventionnels et nouveaux :

### Matériaux conventionnels
De nombreux matériaux thermoélectriques sont utilisés dans les applications commerciales actuelles. Ces matériaux peuvent être divisés en trois groupes en fonction de la plage de température de fonctionnement :
1. Basse température (jusqu'à environ 450 K) : Alliages à base de bismuth (Bi) en combinaison avec de l'antimoine (Sb), du tellure (Te) ou du sélénium (Se).
2. Température intermédiaire (jusqu'à 850 K) : tels que les matériaux à base d'alliages de plomb (Pb).
3. Plus haute température (jusqu'à 1 300 K) : matériaux fabriqués à partir d'alliages de silicium-germanium (SiGe)[14].

Bien que ces matériaux restent encore la pierre angulaire des applications commerciales et pratiques de la production d'énergie thermoélectrique, des avancées significatives ont été réalisées dans la synthèse de nouveaux matériaux et la fabrication de structures matérielles présentant des performances thermoélectriques améliorées. Les recherches récentes se sont concentrées sur l'amélioration du facteur de mérite (zT) du matériau, et donc du rendement de conversion, en réduisant la conductivité thermique du réseau.

### Nouveaux matériaux

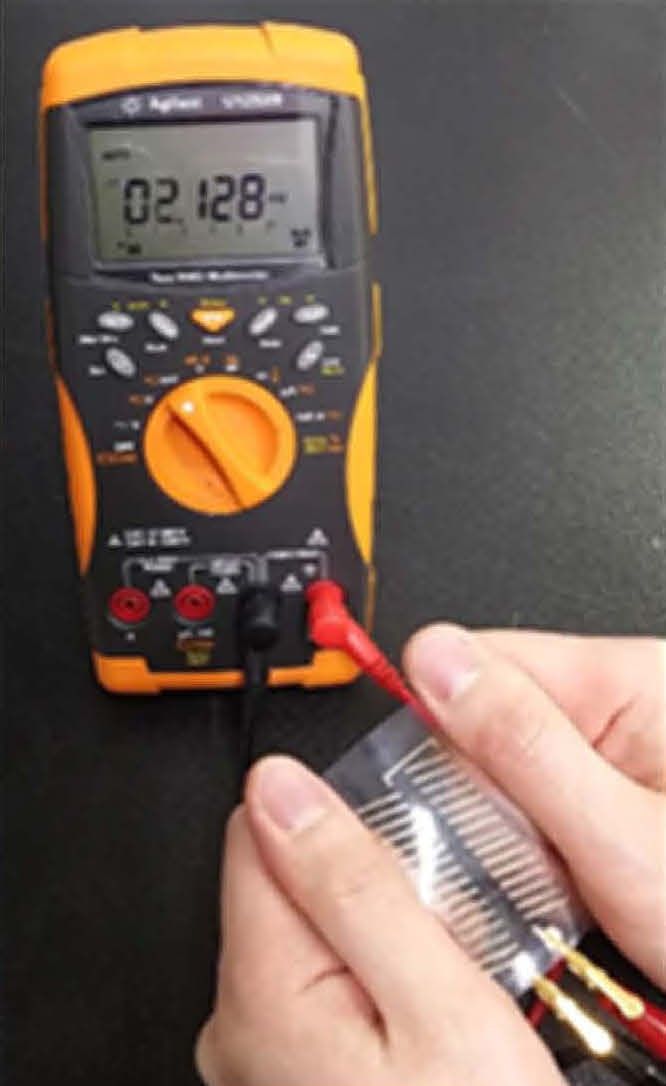
Génération d'électricité en saisissant les deux côtés d'un dispositif thermoélectrique flexible PEDOT:PSS.

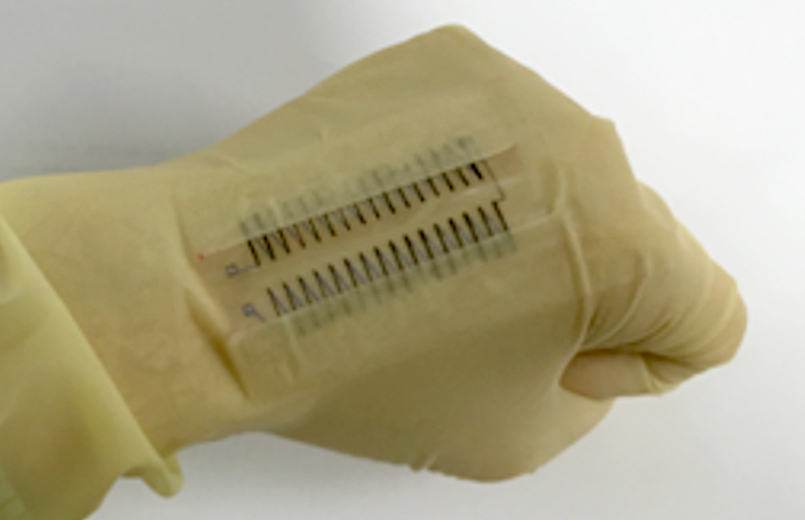
PEDOT : modèle basé sur PSS intégré dans un gant pour générer de l'électricité par la chaleur corporelle

Les chercheurs tentent de développer de nouveaux matériaux thermoélectriques pour la production d'électricité en améliorant le facteur de mérite zT. Il se penchent notamment vers le composé semi-conducteur ß-Zn4Sb3, qui possède une conductivité thermique exceptionnellement faible et présente un zT maximum de 1,3 à une température de 670 K. Ce matériau est également relativement peu coûteux et stable jusqu'à cette température sous vide, et peut être une bonne alternative dans la gamme de température entre les matériaux à base de Bi2Te3 et PbTe. Parmi les développements les plus passionnants dans les matériaux thermoélectriques, il y a celui du séléniure d'étain monocristallin qui a produit un zT record de 2,6 dans une direction. D'autres nouveaux matériaux intéressants incluent les skuttérudites, les tétraédrites et les cristaux d'ions excités.
Outre l'amélioration du facteur de mérite, l'accent est de plus en plus mis sur le développement de nouveaux matériaux en augmentant la puissance électrique, en réduisant les coûts et en développant des matériaux respectueux de l'environnement. Par exemple, lorsque le coût du combustible est faible ou presque gratuit, comme dans la récupération de chaleur résiduelle, le coût par watt est uniquement déterminé par la puissance par unité de surface et la période de fonctionnement. En conséquence, il a initié une recherche de matériaux à haute puissance de sortie plutôt qu'à efficacité de conversion. Par exemple, les composés de terres rares YbAl3 ont un faible facteur de mérite, mais ils ont une puissance de sortie au moins double de celle de tout autre matériau et peuvent fonctionner sur la plage de température d'un source de chaleur résiduelle.

### Nouveau traitement
Pour augmenter le facteur de mérite (zT), la conductivité thermique d'un matériau doit être minimisée tandis que sa conductivité électrique et son coefficient Seebeck sont maximisés. Dans la plupart des cas, les méthodes visant à augmenter ou à diminuer une propriété entraînent le même effet sur les autres propriétés en raison de leur interdépendance. Une nouvelle technique de traitement exploite la diffusion de différentes fréquences de Phonons pour réduire sélectivement la conductivité thermique du réseau sans les effets négatifs typiques sur la conductivité électrique dus à la diffusion accrue simultanée des électrons. Dans un système ternaire bismuth-antimoine-tellure, le frittage en phase liquide est utilisé pour produire des joints de grains semi-cohérents à faible énergie, qui n'ont pas d'effet de diffusion significatif sur les électrons. La rupture consiste alors à appliquer une pression au liquide lors du frittage, ce qui crée un écoulement transitoire du liquide riche en Te et facilite la formation de dislocations qui réduisent fortement la conductivité du réseau. La capacité à diminuer sélectivement la conductivité du réseau permet d'obtenir une valeur zT de 1,86, ce qui constitue une amélioration significative par rapport aux générateurs thermoélectriques commerciaux actuels dont la valeur de zT est de ~ 0,3-0,6. Ces améliorations soulignent le fait qu'en plus du développement de nouveaux matériaux pour les applications thermoélectriques, l'utilisation de différentes techniques de traitement pour concevoir la microstructure est un effort viable et utile. En fait, il est souvent judicieux de travailler pour optimiser à la fois la composition et la microstructure.

## Efficacité
L'efficacité habituelle des TGE est d'environ 5 à 8 %. Les appareils plus anciens utilisaient des jonctions bimétalliques et étaient encombrants. Des dispositifs plus récents utilisent des semi-conducteurs hautement dopés à base de tellurure de bismuth (Bi2Te3), tellurure de plomb (PbTe), oxyde de calcium manganèse (Ca2Mn3O8), ou leurs combinaisons, en fonction de la température. Ce sont des dispositifs de semi-conducteurs et, contrairement aux dynamos, ils n'ont pas de pièces mobiles, à part pour l'usage occasionnel d'un ventilateur ou d'une pompe auxiliaires.

## Applications
Les générateurs thermoélectriques ont des usages variés. Ils sont souvent utilisés pour des applications à distance de faible puissance ou lorsque des moteurs thermiques plus volumineux mais plus efficaces, tels que les moteurs Stirling, ne seraient pas possibles. Contrairement aux moteurs thermiques, les composants électriques solid state généralement utilisés pour effectuer la conversion d'énergie thermique en énergie électrique n'ont pas de pièces mécaniques. La conversion de l'énergie thermique en énergie électrique peut être effectuée à l'aide de composants qui ne nécessitent aucun entretien, qui sont intrinsèquement très fiables et qui peuvent être utilisés pour construire des générateurs de grande longévité sans entretien. Les générateurs thermoélectriques sont donc bien adaptés aux équipements dont les besoins en énergie sont faibles ou modestes, dans des endroits éloignés, inhabités ou inaccessibles, comme le sommet des montagnes, le vide spatial ou les profondeurs de l'océan.
Les principales utilisations des générateurs thermoélectriques sont les suivantes :
- Les sondes spatiales, dont le rover Curiosity sur Mars, produisent de l'électricité grâce à un générateur thermoélectrique à radio-isotopes dont la source de chaleur est un élément radioactif.
- La récupération de la chaleur résiduelle. Chaque activité humaine, transport et processus industriel génère de la chaleur résiduelle. Il est possible de réutiliser l'énergie résiduelle des voitures, des avions, des navires, des industries et du corps humain[24]. Des voitures, la principale source d'énergie est le gaz d'échappement[25]. Récupérer cette énergie thermique à l'aide d'un générateur thermoélectrique peut augmenter le rendement énergétique du véhicule. Les générateurs thermoélectriques ont été étudiés pour remplacer les alternateurs dans les voitures démontrant une réduction de 3,45 % de la consommation de carburant représentant des milliards de dollars d'économies annuelles[26]. Les projections des améliorations futures vont jusqu'à une augmentation de 10 % du kilométrage pour les véhicules hybrides[27]. Des études affirment que les économies d'énergie potentielles pourraient être plus élevées pour les moteurs à essence que pour les moteurs diesel[28].

Chez les avions, les tuyères des moteurs ont été identifiées comme le meilleur endroit pour récupérer l'énergie, mais la chaleur des roulements du moteur et le gradient de température existant dans la peau de l'avion ont également été proposés
- Les cellules solaires n'utilisent que la partie haute fréquence du rayonnement, tandis que l'énergie thermique basse fréquence est gaspillée. Plusieurs brevets concernant l'utilisation de dispositifs thermoélectriques en configuration parallèle ou en cascade avec des cellules solaires ont été déposés[24],[29]. L'idée est d'augmenter l'efficacité du système combiné solaire/thermo-électrique pour convertir le rayonnement solaire en électricité utile.
- Les générateurs thermoélectriques sont principalement utilisés comme générateurs d'énergie à distance et hors réseau pour les sites non habités comme système d'alimentation autonome. Ils constituent le générateur d'électricité le plus fiable dans de telles situations, toujours en raison de l'absence de pièces mobiles (et du peu d'entretien), et de leur fonctionnement jour et nuit, dans toutes les conditions météorologiques et sans batterie de secours. Bien que les systèmes solaires photovoltaïques soient également mis en œuvre dans des sites éloignés, ils peuvent ne pas être une solution adaptée lorsque le rayonnement solaire est faible, c'est-à-dire dans les zones situées à des latitudes élevées où il n'y a pas de neige ou d'ensoleillement, dans les zones où la couverture nuageuse ou arboricole est importante, dans les déserts poussiéreux, les forêts, etc. Les générateurs thermoélectriques sont couramment utilisés sur les gazoducs, par exemple pour la protection cathodique, la radiocommunication et la télémétrie. Sur les gazoducs pour une consommation d'énergie allant jusqu'à 5 kW, les générateurs thermiques sont préférables aux autres sources d'énergie. Les fabricants de générateurs pour gazoducs sont Global Power Technologies (anciennement Global Thermoelectric) (Calgary, Canada) et TELGEN (Russie).
- Les microprocesseurs génèrent de la chaleur perdue. Les chercheurs se sont demandé si une partie de cette énergie pouvait être recyclée[30] (voir infra).
- Les générateurs thermoélectriques ont également été étudiés en tant que cellules solaires-thermiques autonomes. L'intégration de générateurs thermoélectriques a été directement intégrée à une cellule solaire thermique avec une efficacité de 4,6 %[31].
- La société Maritime Applied Physics Corporation de Baltimore, dans le Maryland, développe un générateur thermoélectrique pour produire de l'énergie électrique sur les fonds marins en eaux profondes en utilisant la différence de température entre l'eau de mer froide et les fluides chauds libérés par les cheminées hydrothermales, les suintements chauds ou les puits géothermiques forés. Les observatoires et les capteurs océaniques utilisés dans les sciences géologiques, environnementales et océaniques, les exploitants des ressources minérales et énergétiques des fonds marins et les militaires ont besoin d'une source d'énergie électrique à haute fiabilité pour les fonds marins. Des études récentes ont révélé que les générateurs thermoélectriques des profondeurs pour les centrales énergétiques à grande échelle sont également économiquement viables[32].
- Ann Makosinski de Colombie-Britannique, au Canada, a développé plusieurs dispositifs utilisant des tuiles Peltier pour récolter la chaleur (d'une main humaine[33], du front, et d'une boisson chaude[34]) qui prétend générer suffisamment d'électricité pour alimenter une lampe LED ou charger un appareil mobile, bien que l'inventeur admette que la luminosité de la lampe LED n'est pas compétitive par rapport à celles du marché[35].
- Les générateurs thermoélectriques sont utilisés dans les ventilateurs de poêle. Ils sont posés sur le dessus d'un poêle à bois ou à charbon. Le GET est pris en sandwich entre deux puits de chaleur et la différence de température alimente un ventilateur lent qui aide à faire circuler la chaleur du poêle dans la pièce.

## Limitations pratiques
Outre le faible rendement et le coût relativement élevé, l'utilisation de dispositifs thermoélectriques dans certains types d'applications pose des problèmes pratiques résultant d'une résistance de sortie électrique relativement élevée, qui augmente l'auto-échauffement, et d'une conductivité thermique relativement faible, qui les rend inadaptés aux applications où l'évacuation de la chaleur est critique, comme dans le cas de l'évacuation de la chaleur d'un dispositif électrique tel que les microprocesseurs.
- Résistance de sortie élevée du générateur : pour obtenir des niveaux de tension de sortie dans la gamme requise par les dispositifs électriques numériques, une approche commune consiste à placer de nombreux éléments thermoélectriques en série dans un module générateur. Les tensions des éléments augmentent, mais leur résistance de sortie aussi. Le théorème du transfert de puissance maximale stipule que la puissance maximale est délivrée à une charge lorsque les résistances de la source et de la charge sont identiques. Pour les charges à faible impédance, proches de zéro ohms, la puissance fournie à la charge diminue à mesure que la résistance du générateur augmente. Pour abaisser la résistance de sortie, certains dispositifs commerciaux placent plus d'éléments individuels en parallèle et moins en série et emploient un régulateur élévateur pour élever la tension à la tension requise par la charge.
- Parce qu'une conductivité thermique très élevée est nécessaire pour transporter l'énergie thermique à partir d'une source de chaleur telle qu'un microprocesseur numérique, la faible conductivité thermique des générateurs thermoélectriques les rend inadaptés pour récupérer la chaleur.
- Dans les applications thermoélectriques refroidies par air, comme la récupération de l'énergie thermique du carter de véhicule à moteur, la grande quantité d'énergie thermique qui doit être dissipée dans l'air ambiant représente un défi important. Lorsque la température du côté froid d'un générateur thermoélectrique augmente, la température différentielle de fonctionnement du dispositif diminue. Au fur et à mesure que la température augmente, la résistance électrique du dispositif s'accroît, entraînant une augmentation de l'auto-échauffement parasite du générateur. Dans les applications automobiles, un radiateur supplémentaire est parfois utilisé pour améliorer l'évacuation de la chaleur, bien que l'utilisation d'une pompe à eau électrique pour faire circuler un liquide de refroidissement ajoute une perte parasite à la puissance de sortie totale du générateur. Le refroidissement par eau du côté froid du générateur thermoélectrique, comme lors de la production d'énergie thermoélectrique à partir du carter chaud d'un moteur de bateau inboard, ne souffrirait pas de cet inconvénient. L'eau est un liquide de refroidissement beaucoup plus facile à utiliser efficacement que l'air.

## Marché émergent
Alors que la technologie GTE ((en) TEG) est utilisée dans les applications militaires et aérospatiales depuis des décennies, de nouveaux matériaux thermoélectriques, et des systèmes sont en cours de développement pour générer de l'électricité en utilisant la chaleur perdue de basse ou haute température, et cela pourrait fournir une importante opportunité dans un futur proche. Ces systèmes peuvent également être évolutifs à n'importe quelle taille et avoir des coûts d'exploitation et de maintenance inférieurs.
En général, les investissements dans la technologie TEG augmentent rapidement. Le marché mondial des générateurs thermoélectriques est estimé à 320 millions de dollars américains en 2015. Une étude récente a estimé que le TEG devrait atteindre 720 millions de dollars en 2021 avec un taux de croissance de 14,5 %. Aujourd'hui, l'Amérique du Nord s'accapare 66 % de la part de marché et continuera d'être le plus grand marché dans un proche avenir. Cependant, les pays d'Asie-Pacifique et d'Europe devraient croître à des taux relativement plus élevés. Une étude a révélé que le marché Asie-Pacifique croîtrait à un taux de croissance annuel composé (TCAC) de 18,3 % au cours de la période de 2015 à 2020 en raison de la forte demande de générateurs thermoélectriques par les industries automobiles pour augmenter l'efficacité énergétique globale, ainsi comme l'industrialisation croissante dans la région.
Les générateurs thermoélectriques à petite échelle en sont également aux premiers stades de la recherche dans les technologies portables pour réduire ou remplacer la charge et augmenter la durée de charge. Des études récentes se sont concentrées sur le nouveau développement d'un thermoélectrique inorganique flexible, le séléniure d'argent, sur un substrat en nylon. Les thermoélectriques représentent une synergie particulière avec les appareils portables en récupérant l'énergie directement du corps humain, créant ainsi un appareil auto-alimenté. Un projet a utilisé du séléniure d'argent de type n sur une membrane en nylon. Le séléniure d'argent est un semi-conducteur à bande interdite étroite avec une conductivité électrique élevée et une faible conductivité thermique, ce qui le rend parfait pour les applications thermoélectriques.
Le marché des TEG basse puissance ou « sub-watt » (c'est-à-dire générant jusqu'à 1 Watt crête) est une part croissante du marché des TEG, capitalisant sur les dernières technologies. Les principales applications sont les capteurs, les applications basse consommation et plus globalement les applications Internet des objets. Une société d'études de marché spécialisée a indiqué que 100 000 unités ont été expédiées en 2014 et s'attend à 9 millions d'unités par an d'ici 2020.